# Poecilia obscura
Poecilia obscura Schories, Meyer & Schartl, 2009 è un piccolo pesce d'acqua dolce appartenente alla famiglia Poeciliidae.

## Classificazione
Questa specie è di recente descrizione (2009), solamente dopo analisi genetiche che hanno stabilito la sua effettiva differenza da altre piccole Poecilia. Un metodo meno sicuro ma più facile per riconoscerli consiste nell'osservare il gonopodio del maschio al microscopio o in fotografia macro: l'organo copulatore infatti è retto da 11-13 raggi anziché i 14-18 di Poecilia reticulata e Poecilia wingei.

## Distribuzione e habitat

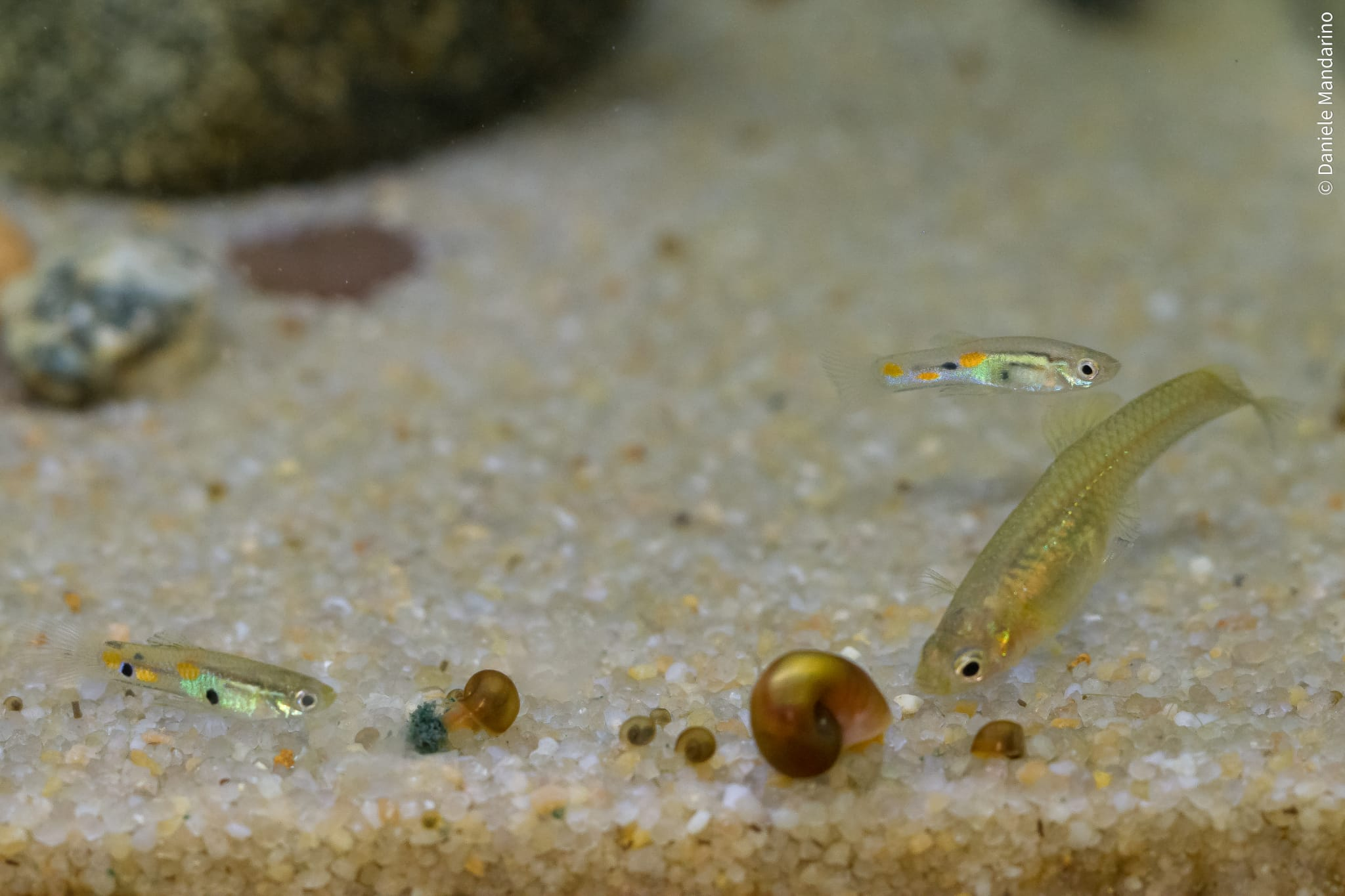
Esemplari fotografati in acquario provenienti dal fiume Matura.

Gli unici ritrovamenti per ora sono da attestarsi nelle acque dolci del fiume Oropuche, nell'isola di Trinidad, nel Mar dei Caraibi.

## Descrizione
Sono pesci minuti, simili per conformazione a Poecilia wingei: la testa è piccola, il corpo minuto, leggermente compresso ai fianchi. Le pinne corte e tondeggianti. La livrea vede un colore di fondo color sabbia chiaro, quasi trasparente; ogni scaglia è sottilmente orlata di bruno. Sul fondo compaiono quindi linee e macchie arancioni, brune, azzurre, violette, tutte dai riflessi metallici. Sono presenti solitamente due/tre ocelli neri orlati di giallo, lungo i fianchi e sulla coda, che è gialla, a metà. La femmina presenta una livrea più pallida, sempre color sabbia con scaglie orlate di bruno, con uno/tre ocelli neri.

Come già accennato, le dimensioni sono davvero minute: entrambi i sessi si attestano su 1,5 cm.

## Riproduzione
Sono pesci ovovivipari: le femmine partoriscono avannotti sviluppati e autonomi.

## Acquariofilia
Sono pesci estremamente rari da reperire in acquario, in Europa sono conosciuti soltanto da appassionati.